# Південкомбанк
ПАТ КБ «Південкомбанк» — колишній український банк, заснований 1990, з 2014-го знаходиться в процесі ліквідації. Один з перших комерційних банків України. Банк був членом Незалежної Асоціації банків України та Торговельно-промислової палати України, засновником Української міжбанківської валютної біржі, акціонером Міжрегіонального фондового союзу, асоційованим членом платіжної системи Visa International, учасником Фонду гарантування вкладів фізичних осіб.
27 травня 2014 року НБУ визнав Південкомбанк неплатоспроможним і вів тимчасову адміністрацію.
27 вересня 2014 НБУ вирішив ліквідувати Південкомбанк

## Історія
- 1990 — Банк зареєстрований Держбанком СРСР;
- 1991 — Банк зареєстрований Національним банком України;
- 1994 — реорганізація у ВАТ «ПІВДЕНКОМБАНК». Керівництво приймає рішення про перехід до концепції розвитку універсальної фінансово-кредитної установи;
- 1997 — відкриття першої філії банку в Кривому Розі;
- 1998 — вступ до Депозитарію ВАТ «Міжрегіональне фондове товариство»;
- 1999 — Банк стає агентом міжнародної системи грошових переказів;
- 2000 — вступ до Професійної Асоціації реєстраторів та депозитаріїв;
- 2001 — відкривається Київська філія;
- 2002 — вступ до платіжних систем «УкрКарт» і « Юніонкарт»;
- 2003 — Банк починає випускати платіжні картки «УкрКарт» і розгортає власну мережу POS-терміналів;
- 2006 — вступ до Міжнародної платіжної системи VISA International, випуск перших платіжних карток VISA;
- 2007 — рейтингове агентство «Кредит-Рейтинг» (Україна) надало Банку рейтинг на рівні «uaBBB»;
- 2008 — вступ до European Business Association;
- 2009 — Банк отримує ліцензію Державної комісії з цінних паперів та фондового ринку на здійснення професійної діяльності на ринку цінних паперів;
- 2010 — Банк реорганізовується в ПАТ "КБ «ПІВДЕНКОМБАНК» ;
- 2011 — банк перейшов з групи «малих» банків у групу «середніх», згідно з градацією НБУ, і зайняв 9-е місце у своїй групі серед 21 банку.
- 2012 — Банк входить до складу громадської організації «Асоціація платників податків»[недоступне посилання з липня 2019]. Відкриваються нові точки продажу у Львові, Донецьку та Дніпродзержинську. Статутний капітал Банку збільшився до 300 млн грн.
- 2013 — банк посів 36 місце у рейтингу НБУ за розміром активів. Статутний капітал Банку збільшився до 550 млн грн.

Регіональна мережа налічувала 37 точок продажу.
Голова Наглядової ради Банку — Циплаков Руслан Петрович. Голова Правління — Цупор Іван Іванович

## Кримінальне провадження
СБУ звинуватило керівництво банку у привласненні грошей вкладників на суму 38 млн $ протягом 2012—2014 років. Керівники банку незаконно передали в заставу гроші з кореспондентських рахунків банку в зарубіжній фінустанові для «забезпечення видачі кредиту» кіпрській компанії. Через протиправні дії керівників банку після погашення кредиту 38 млн $ застави було списано на користь іноземного банку.

## Рейтинги
- Рейтингове агентство «Рюрік» присвоїло Банку довгостроковий кредитний рейтинг позичальника інвестиційної категорії на рівні «uaBBB» з прогнозом «стабільний».
- У рейтингу «50 найбільш динамічних банків України», який публікує тижневик «Контракти» в межах проекту «Гвардія банків»[3], банк посів 10 місце.
- 2012 банк увійшов до Асоціації платників податків, банкові підтвердили довгостроковий кредитний рейтинг позичальника інвестиційної категорії на рівні «uaBBB+» з прогнозом «стабільний».
- Банк займав 36 місце в рейтингу НБК за розміром активів.